# Bonaire National Marine Park
Der Bonaire National Marine Park ist ein maritimer Nationalpark, der sich rund um die Insel Bonaire, eine der besonderen Gemeinden der Niederlande in der Karibik, erstreckt. Das Gebiet ist bereits seit dem Jahr 1979 umfassend geschützt und erhielt im Jahr 1999 den offiziellen Status als Nationalpark der damaligen Niederländischen Antillen.

## Geschichte
Die Gewässer rund um die Insel Bonaire waren bereits sehr früh Ziel diverser Naturschutzmaßnahmen. So sind die in dem Gebiet lebenden Meeresschildkröten schon seit dem Jahr 1961 geschützt, während 1971 das Speerfischen verboten wurde. Seit 1975 stehen die Korallen der Riffe um Bonaire unter Schutz, was sowohl für lebende als auch für bereits tote Tiere gilt.
1979 wurde der heutige Park mit finanzieller Unterstützung durch den World Wildlife Fund und die niederländische Regierung als Bonaire Marine Park gegründet. Die Leitung des Parks wurde der Stichting Nationale Parken Bonaire (kurz STINAPA) übergeben. Diese Nichtregierungsorganisation managte bereits den ein Jahrzehnt früher gegründeten Washington-Slagbaai-Nationalpark, der sich ebenfalls auf Bonaire befindet.
In den nächsten Jahren wurde der Park aktiv verwaltet. So wurden etwa an der Leeseite der Insel diverse Liegeplätze für Boote von Tauchern errichtet, damit diese keinen Anker werfen mussten, und Gesetze zum Schutz des Parks und insbesondere der Korallenriffe erlassen. Mitte der 1980er Jahre kam die Parkverwaltung allerdings in ernste finanzielle Schwierigkeiten, was dazu führte, dass der Park einige Jahre lang nur auf dem Papier existierte. Um 1990 herum bedrohten die sich ausbreitende Tauchindustrie und der zunehmende Tourismus ernsthaft die Gesundheit von Bonaires Korallenriffen. Daraufhin stellte die niederländische Regierung eine Finanzierung in Höhe von jährlich 225.000 Antillen-Gulden über einen Zeitraum von drei Jahren zur Verfügung, mit der Bedingung, den Park in diesem Zeitraum selbstfinanzierend zu machen und eine funktionierende Verwaltung aufzubauen. Beide Ziele konnten im angegebenen Zeitraum erreicht werden. 1992 war der Bonaire Marine Park eines der ersten Tauchgebiete, in denen Taucher eine Gebühr entrichten mussten.
Im Jahr 1999 wurde der Park durch die Zentralregierung der niederländischen Antillen offiziell zu einem Nationalpark erklärt. Der Name wurde daraufhin zum heutigen Bonaire National Marine Park geändert.
Am 17. August 2011 wurde der Park in die nationale Tentativliste der Niederlande für mögliche zukünftige UNESCO-Welterbestätten aufgenommen.

## Geographie

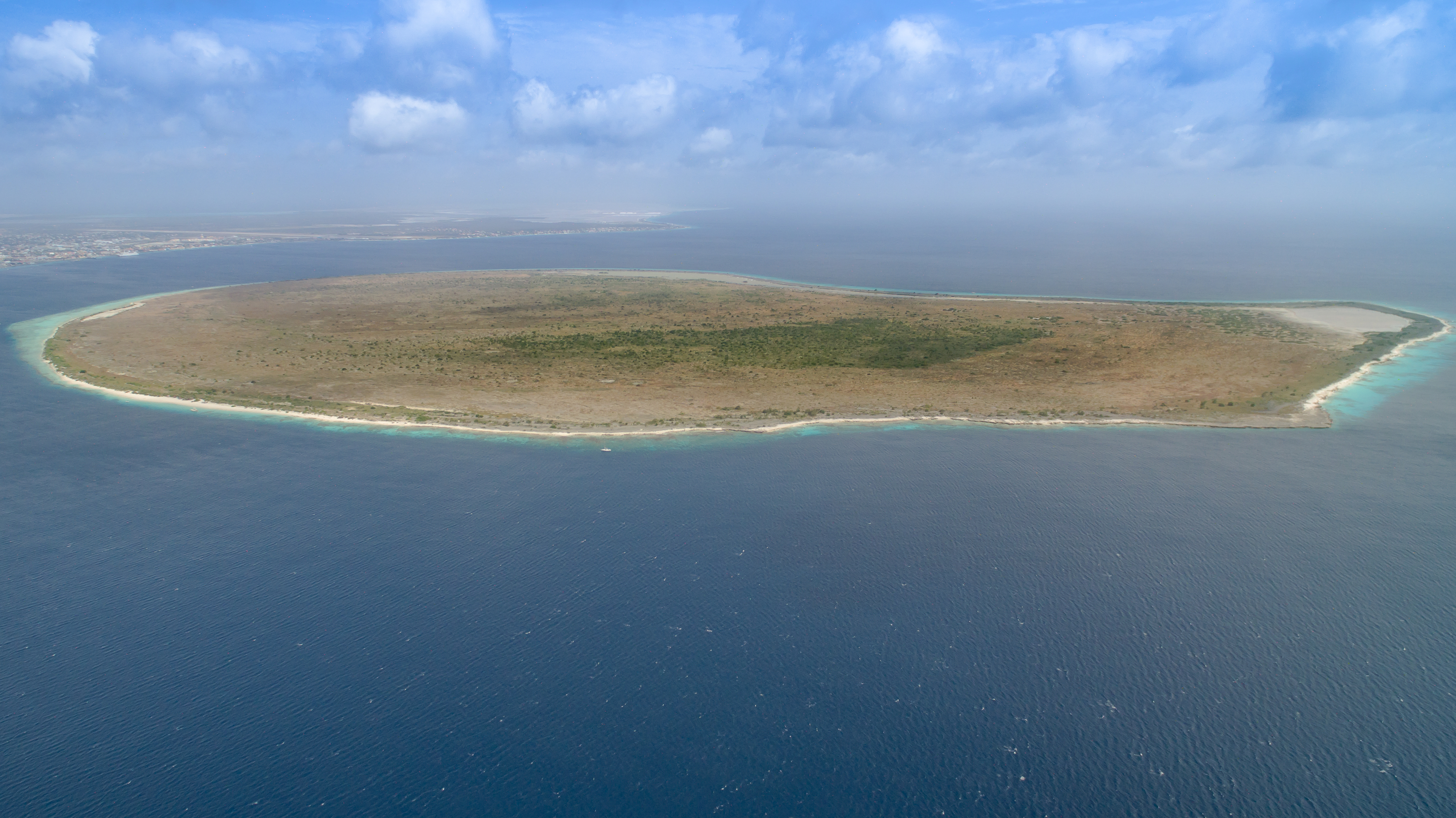
Luftbild von Klein Bonaire

Der Nationalpark umfasst die Gewässer um Bonaire von der Hochwassermarke bis zu einer Tiefe von 60 Metern. Auch einige Küstenabschnitte mit Mangrovenwäldern gehören dazu, so zum Beispiel in der Lagune Lac. Teil des Parks ist auch die unbewohnte Insel Klein Bonaire. Der Nationalpark enthält des Weiteren mehrere bedeutende Feuchtgebiete, die nach der Ramsar-Konvention besonders geschützt sind.

## Flora und Fauna

### Offenes Wasser
Die Tier und Pflanzenwelt im Bereich des offenen Wassers vor der Küste von Bonaire ist nicht besonders gut erforscht. Das Wasser ist, wie für die Region typisch, recht warm und enthält wenige natürliche Nährstoffe, jedoch leben in diesem Gebiet große Mengen Phytoplankton. Große Fische, die in diesem Bereich gelegentlich beobachtet werden, sind beispielsweise Thunfisch, Wahoo, Marlin und Schwertfisch. Auch Walhaie wurden in den Gewässern bereits gesichtet.

### Meeresboden
Am Meeresgrund des Bonaire National Marine Parks befinden sich ausgedehnte Seegraswiesen, die von den Seegrasarten Thalassia testudinum und Syringodium filiforme sowie Grünalgen der Gattung Halimeda dominiert werden. Für viele Fischarten sind sie bedeutend für die Eiablage und die Aufzucht ihrer Jungen. Außerdem leben hier große Populationen von Meeresschnecken.

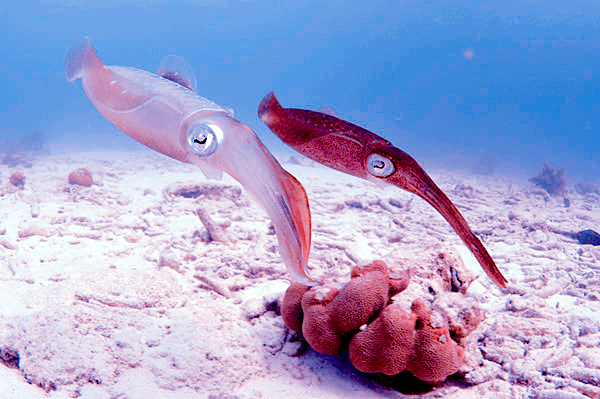
Tintenfische vor Bonaire

### Korallenriffe

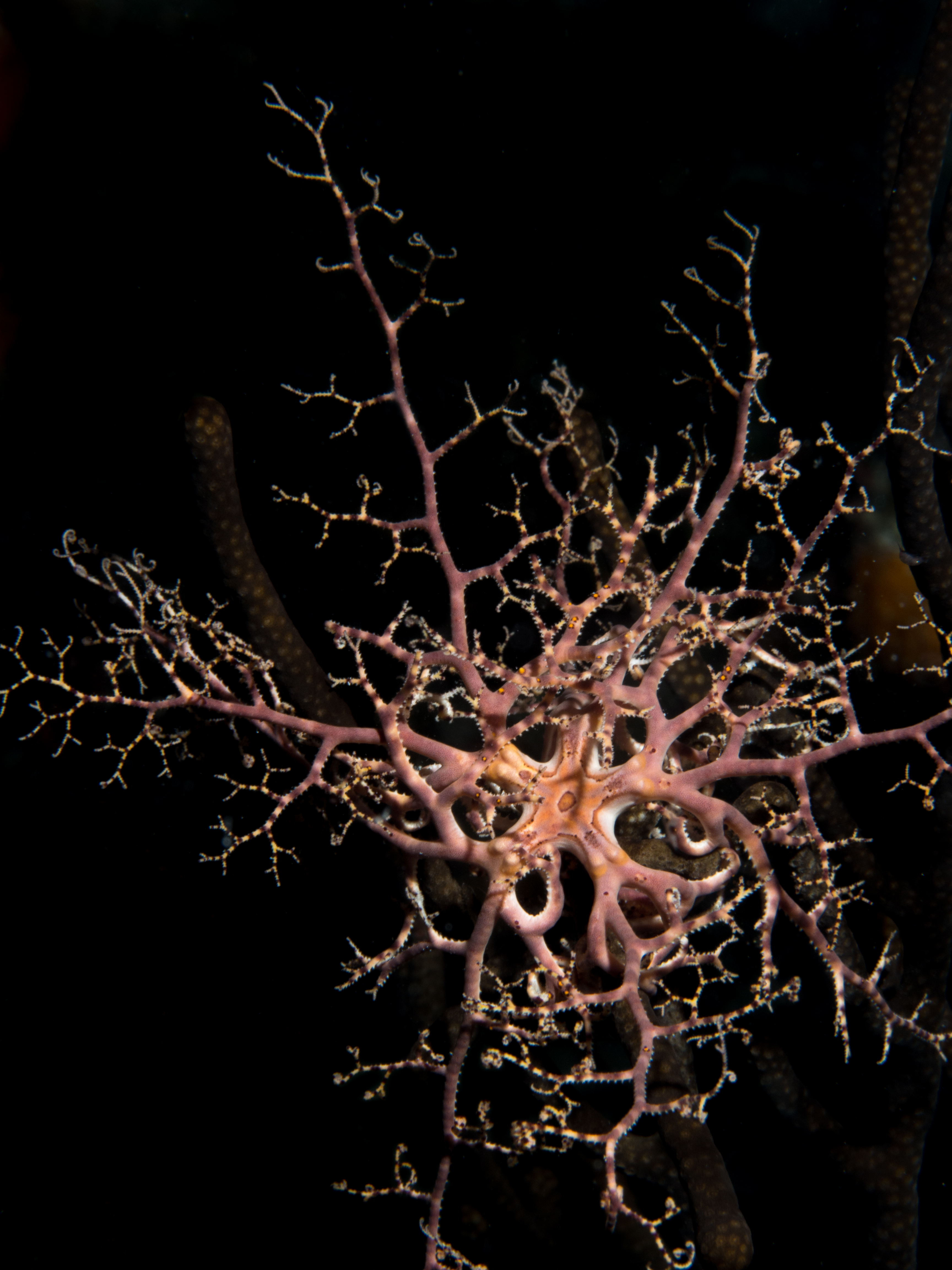
Das Gorgonenhaupt Astrophyton muricatum im Nationalpark

Ganz Bonaire ist von Korallenriffen umgeben. Diese bestehen aus etwa 60 verschiedenen Korallenarten, darunter Hirnkorallen, Elchgeweihkorallen, Feuerkorallen und Gorgonien. Die Riffe bieten einer Vielzahl von Meerestieren Lebensräume. Einige der am häufigsten vorkommenden Fischarten sind Doktorfische, Papageifische, Riffbarsche und Lippfische. Außerdem leben hier unzählige Wirbellose wie Garnelen, Langusten und Tintenfische. Bonaires Korallenriffe wurden im Jahr 1999 durch den Hurrikan Larry schwer beschädigt. Des Weiteren sind sie durch den Einfluss von Schadstoffen und die Erwärmung des Meeres bedroht.

### Lac Bay
In der Lagune von Lac Bay befindet sich die einzige nennenswerte Konzentration von Mangroven auf Bonaire. Hier wachsen Rote, Schwarze und Weiße Mangrove sowie Knopfmangrove. Die 700 Hektar große Lagune ist seit 1980 ein Ramsar-Gebiet und bietet unter anderem der bedrohten Grünen Meeresschildkröte einen Lebensraum.

## Tourismus
Bereits 1939 besuchte der Tauchpionier Hans Hass Bonaire und berichtete in seinen Büchern von der reichen Unterwasserwelt. 
Bonaire ist einer der Hotspots für Taucher in der Karibik. Darüber hinaus werden im Gebiet des Bonaire National Marine Parks diverse Aktivitäten wie Kitesurfen, Segeln und Windsurfen angeboten. Des Weiteren ist der Park als einer der weltweit besten Plätze zum Schnorcheln bekannt. So wählte ihn das Magazin Forbes im Jahr 2017 unter die Top-10-Must-Dive-Destinations der Welt.